# Bo Carter
Pour les articles homonymes, voir Carter.
Armenter (ou Armentia) Chatmon (21 mars 1893, ou janvier 1894 - 21 septembre 1964), connu sous le nom de Bo Carter, est musicien de blues américain. Il est membre des Mississippi Sheiks sur scène et sur quelques-uns de leurs enregistrements. Il est également le manager de ce groupe qui comprend ses frères Lonnie Chatmon au violon et, occasionnellement, Sam Chatmon à la basse, et leur ami Walter Vinson à la guitare et au chant,.

## Biographie
Depuis les années 1960, Bo Carter est surtout connu pour ses chansons grivoises, telles que Let Me Roll Your Lemon, Banana in Your Fruit Basket, Pin in Your Cushion, Your Biscuits Are Big Enough for Me, Please Warm My Wiener et My Pencil Won't Write No More,. Cependant, sa production ne se limite pas au « dirty blues ». En 1928, il enregistre la version originale de Corrine, Corrina, qui devient plus tard un hit pour Big Joe Turner et un standard dans divers genres musicaux comme le blues, le jazz, le rock 'n' roll, la musique cadienne ou le western swing.
Bo Chatmon et ses onze frères et sœurs, tous musiciens, grandissent dans une plantation située entre Bolton et Edwards, dans le Mississippi. Ils apprennent d'abord la musique de leur père, le violoniste Henderson Chatmon, un ancien esclave. Leur mère, Eliza, chante et joue de la guitare également. Bo est peut-être le demi-frère du célèbre bluesman Charley Patton, car son père aurait prétendument courtisé la mère de Patton.
Sam, Harry et Lonnie Chatmon, respectivement bassiste, pianiste et violoniste, enregistreront des disques eux-aussi. Bo Carter joue de la clarinette et du banjo ténor ainsi que des instruments qu'il utilise dans ses enregistrements — la guitare et, occasionnellement, le violon. Outre la musique et l'agriculture, Carter travaille comme chauffeur, menuisier et réparateur de phonographes.
Carter joue avec plusieurs de ses frères dans un groupe à cordes qui prend le nom de Mississippi Sheiks. Bien qu'il ne joue que sur quelques-uns des enregistrements du groupe, il se produit régulièrement sur scène avec lui et fait office de manager du groupe. Carter est également agent pour d'autres artistes, dont Eugene "Sonny Boy Nelson" Powell. Les Mississippi Sheiks se produisent souvent pour un public blanc, jouant les tubes populaires du moment et de la musique dansante orientée pour ce public, mais aussi pour les Afro-Américains, interprétant alors un répertoire plus blues.
Bo Chatman fait ses premiers enregistrement en 1928 avec le chanteur Alec Johnson, la chanteuse Mary Butler ou les Jackson Blue Boys, groupe composé de Charlie McCoy et Walter Vinson. Il enregistre avec les Sheiks à plusieurs reprises, notamment lors d'une session avec Texas Alexander en 1930. Il commence sa carrière solo sous le nom de Bo Carter le 15 décembre 1930. Il est l'un des musiciens de blues les plus prolifiques des années 1930, gravant 110 faces lors de neuf sessions pour OKeh et Bluebird. Pour Gérard Herzhaft, « sa voix mélancolique, sa guitare swinguante et ses compositions risquées pleines de double sens ont fait de lui le musicien noir le plus populaire du Mississippi ».
Carter devient partiellement aveugle dans les années 1930. Il s'installe à Glen Allan, dans le comté de Washington, et malgré ses problèmes de vision, il travaille à la ferme, tout en continuant à jouer de la musique et à se produire, parfois avec ses frères. Il déménage ensuite à Memphis, Tennessee, et travaille en dehors de l'industrie musicale dans les années 1940.
Malheureusement, Bo Carter ne bénéficie pas de la renaissance du folk blues d'après-guerre. Au début des années 1950, Sonny Boy Williamson amène Carter plusieurs fois à Jackson, Mississippi, auditionner pour Lillian McMurry de Trumpet Records. Mais celle-ci le refuse en raison de l'état de sa voix, déclare-t-elle. En 1960 le musicologue britannique Paul Oliver l'interview et le photographie pour son livre Conversation with the Blues. Il trouve le bluesman déprimé, vivant dans un « bidonville non meublé ».
Carter est victime d'accidents vasculaires cérébraux et meurt sans un sou, d'une hémorragie cérébrale, à l'hôpital du comté de Shelby, à Memphis, le 21 septembre 1964. Il est enterré dans une tombe anonyme au cimetière Nitta Yuma, dans le comté de Sharkey.

## Influence
Selon Greg Johnson, de l'Université du Mississippi, « Bo Carter était l'un des premiers artistes de country blues dont la musique a eu un fort impact sur le développement du blues ». Le style de jeu de guitare de Carter et son écriture de chansons lui valent des admirateurs longtemps après sa mort. L'un des exemples les plus notables est le guitariste de blues rock irlandais Rory Gallagher, qui interprète plusieurs chansons de Carter, dont All Around Man,.

## Discographie

### Sélection de chansons
- Corrine, Corrina, 1928 (Brunswick)
- All Around Man, 1931 (Bluebird)
- Your Biscuits Are Big Enough for Me, 1936
- Old Devil, 1938 (Bluebird)